# Operacja woronesko-kastornieńska (1919)
Operacja woronesko-kastornieńska – działania bojowe wojsk Frontu Południowego Armii Czerwonej przeciwko Armii Ochotniczej, części składowej Sił Zbrojnych Południa Rosji, w październiku – listopadzie 1919 r. Ich celem było powstrzymanie ofensywy białych na Moskwę i zmuszenie ich do wycofania się na południe, gdzie w założeniach dowództwa czerwonych ich siły miały zostać ostatecznie rozbite. Operacja zakończyła się całkowitym sukcesem czerwonych.

## Tło wydarzeń
Po zdobyciu Carycyna w końcu czerwca 1919 r. gen. Anton Denikin wydał rozkaz rozpoczęcia ofensywy, której ostatecznym celem miało być zdobycie Moskwy, a w konsekwencji obalenie bolszewickiego rządu Rosji. Biali odnieśli w jej toku znaczące sukcesy, zdobywając kolejno Kursk (20 września), Woroneż (30 września) i Orzeł (14 października). Nigdy wcześniej Siły Zbrojne Południa Rosji nie były tak blisko stolicy ani też nie kontrolowały tak znacznego obszaru. 
W obliczu bezpośredniego zagrożenia rząd bolszewicki przeprowadził mobilizację nowych ochotników do walki z Denikinem. Na Front Południowy między wrześniem a 15 listopada 1919 r. skierowano 100 tys. nowych czerwonych żołnierzy.
W Armii Czerwonej przeprowadzona została również kolejna znacząca reorganizacja. 27 września z 9 i 10 Armii utworzono Front Południowo-Wschodni pod dowództwem Wasilija Szorina, działający na odcinku od Carycyna do Bobrowa. Między Bobrowem a Żytomierzem rozciągnął się natomiast Front Południowy, złożony z 8, 12, 13 i 14 Armii, pod dowództwem Aleksandra Jegorowa. Siergiej Kamieniew miał być osobiście odpowiedzialny za koordynację ich działań. Utworzono ponadto pierwszą po tej stronie konfliktu wielką jednostkę kawalerii - korpus kawalerii, przekształcony w listopadzie w 1 Armię Konną.

## Przebieg operacji
Zadanie rozbicia Armii Ochotniczej, dowodzonej przez gen. Władimira Maj-Majewskiego i tworzącej prawe skrzydło idących na północ Sił Zbrojnych Południa Rosji, powierzono siłom lewego skrzydła Frontu Południowego: 8 i 13 Armii oraz konnemu korpusowi pod dowództwem Siemiona Budionnego.
Pierwsze wielkie zwycięstwo Armii Czerwonej w toku operacji było wynikiem niesubordynacji Budionnego, który nie wykonał rozkazu Szorina, by skierować się na południowy zachód, lecz postanowił wydać walną bitwę słynnym białym dowódcom kawalerii – Andriejowi Szkurze i Konstantinowi Mamontowowi. 24 października Budionny odniósł zwycięstwo nad dowodzonymi przez Mamontowa siłami 3 Kubańskiego i 4 Dońskiego korpusu kawalerii, między Woroneżem, Liskami i Kastornym. 24 października Armia Czerwona opanowała Woroneż, a dwa dni później – Liski. Umożliwiło to czerwonym przekroczenie Donu, co stwarzało bezpośrednie zagrożenie dla białych – prawdopodobne stawało się rozdzielenie Armii Ochotniczej i białych Kozaków dońskich. Zrealizowanie tego zamierzenia było uzależnione od zdobycia węzła kolejowego Kastornoje, toteż biali bronili go z ogromną determinacją. Ostatecznie jednak 15 listopada węzeł kolejowy został zajęty przez Armię Czerwoną. Ponownie decydującą rolę odegrała kawaleria Budionnego. Dwa dni później czerwoni opanowali również Kursk. 
Operacja woronesko-kastornieńska oraz prowadzona w podobnym czasie operacja orłowsko-kromska były początkiem ostatecznego rozbicia przez Armię Czerwoną Sił Zbrojnych Południa Rosji. Od utraty Kastornego i Kurska biali na froncie południowym wojny domowej nieustannie się wycofywali, a ich morale załamało się. Do 11 grudnia, tj. do dnia, gdy czerwoni wkroczyli do Charkowa, odwrót ten miał zorganizowany charakter, następnie jednak zmienił się w bezładną ucieczkę. Gen. Anton Denikin opracował jeszcze dwa plany przejścia do obrony w oparciu o linie Dniepru i Donu – pierwszy zakładał utrzymanie Carycyna i Kijowa, a gdy miasta te upadły odpowiednio 16 grudnia i w pierwszych dniach stycznia 1920 r. – obronę Rostowa nad Donem i Nowoczerkaska. Żadne z jego założeń nie zostało zrealizowane wskutek sporów personalnych między białymi dowódcami oraz brak woli walki białych żołnierzy.